# Дубрава Стара
Дубрава Стара је насељено мјесто у општини Челинац, Република Српска, БиХ. Према попису становништва из 1991. у насељу је живјело 782 становника.

## Географија
Кроз Стару Дубраву протиче ријека Укрина, због тога се мјесто некада назива и "Укрина".
Стара Дубрава је претежно брдовито мјесто са изузетком равнице која се пружа непосредно са лијеве стране ријеке Укрине и на којој се налази центар мјеста и сва важнија инфраструктура мјеста.

## Становништво
| Демографија | Демографија | Демографија |
| Година      | Становника  | Становника  |
| ----------- | ----------- | ----------- |
| 1991.       | 782         |             |